# Циркумфлекс снизу
Циркумфлекс снизу (◌̭) — диакритический знак, используемый в УФА и языке венда.

## Использование
В алфавите венда обозначает зубные согласные — Ḓ ḓ [d̪], Ḽ ḽ [l̪], Ṋ ṋ [n̪], Ṱ ṱ [t̪].
В орфографии языка жуцъоан 1975 года обозначал фарингализованные гласные — a̭ [aˤ], o̭ [oˤ], ã̭ [ãˤ], õ̭ [õˤ] и один согласный со скрипучим голосом — m̭ [m̰].
В Русском лингвистическом алфавите и славянской диалектологии используется для обозначения глухости.
В Уральском фонетическом алфавите обозначает большую закрытость гласного или палатализацию дорсальных согласных, а также большую напряжённость согласного (если ставится после него).